# Биатлон на зимней Универсиаде 2015
Соревнования по биатлону в рамках зимней Универсиады 2015 года прошли с 25 по 31 января в словацком Осрблье. Разыграно 9 комплектов наград. В неофициальном зачёте победили российские биатлонисты.

## Результаты

### Мужчины
| Дисциплина                                    | Золото                       | Золото  | Серебро                   | Серебро | Бронза                   | Бронза  |
| --------------------------------------------- | ---------------------------- | ------- | ------------------------- | ------- | ------------------------ | ------- |
| 20 км индивидуальная гонка Финишный протокол  | Дмитрий Русинов · Украина    | 49:52.8 | Вадим Филимонов · Россия  | 50:15.4 | Юрий Шопин · Россия      | 51:18.0 |
| 10 км спринт Финишный протокол                | Ярослав Иванов · Россия      | 23:17.3 | Максим Буртасов · Россия  | 23:30.7 | Юрий Шопин · Россия      | 23:32.2 |
| 12,5 км гонка преследования Финишный протокол | Юрий Шопин · Россия          | 30:25.5 | Ярослав Иванов · Россия   | 30:27.0 | Максим Буртасов · Россия | 31:08.1 |
| 15 км масс-старт Финишный протокол            | Виталий Кильчицкий · Украина | 36:39.1 | Дмитрий Русинов · Украина | 36:40.3 | Юрий Шопин · Россия      | 37:03.8 |

### Женщины
| Дисциплина                                   | Золото                      | Золото  | Серебро                       | Серебро | Бронза                      | Бронза  |
| -------------------------------------------- | --------------------------- | ------- | ----------------------------- | ------- | --------------------------- | ------- |
| 15 км индивидуальная гонка Финишный протокол | Алина Райкова · Казахстан   | 47:29.4 | Екатерина Аввакумова · Россия | 47:38.4 | Паулина Фиалкова · Словакия | 48:11.1 |
| 7,5 км спринт Финишный протокол              | Паулина Фиалкова · Словакия | 20:20.8 | Евгения Павлова · Россия      | 20:50.3 | Йитка Ландова · Чехия       | 20:55.7 |
| 10 км гонка преследования Финишный протокол  | Евгения Павлова · Россия    | 30:45.1 | Паулина Фиалкова · Словакия   | 31:23.3 | Кристина Смирнова · Россия  | 32:30.9 |
| 12,5 км масс-старт Финишный протокол         | Йитка Ландова · Чехия       | 40:00.5 | Ева Пускарчикова · Чехия      | 40:55.7 | Яна Бондарь · Украина       | 41:06.0 |

### Смешанные соревнования
| Дисциплина                                             | Золото                                                                      | Золото    | Серебро                                                                            | Серебро   | Бронза                                                                    | Бронза    |
| ------------------------------------------------------ | --------------------------------------------------------------------------- | --------- | ---------------------------------------------------------------------------------- | --------- | ------------------------------------------------------------------------- | --------- |
| Смешанная Эстафета 2×6 км + 2×7,5 км Финишный протокол | Россия · Кристина Смирнова · Евгения Павлова · Вадим Филимонов · Юрий Шопин | 1:36:38.4 | Казахстан · Галина Вишневская · Анна Кистанова · Максим Браун · Василий Подкорытов | 1:37:11.6 | Украина · Юлия Бригинец · Яна Бондарь · Руслан Ткаленко · Дмитрий Русинов | 1:37:27.6 |

## Медальный зачёт в биатлоне
| Место | Страна    | Золото | Серебро | Бронза | Всего |
| ----- | --------- | ------ | ------- | ------ | ----- |
| 1     | Россия    | 4      | 5       | 5      | 14    |
| 2     | Украина   | 2      | 1       | 2      | 5     |
| 3     | Чехия     | 1      | 1       | 1      | 3     |
| 3     | Словакия  | 1      | 1       | 1      | 3     |
| 5     | Казахстан | 1      | 1       | 0      | 2     |
| Всего | Всего     | 9      | 9       | 9      | 27    |